# Die Nebel von Avalon (Film)
Die Nebel von Avalon (Originaltitel: The Mists of Avalon) ist ein zweiteiliger Fernseh-Fantasyfilm des deutschen Regisseurs Uli Edel aus dem Jahr 2001. Der Film basiert auf dem gleichnamigen Roman von Marion Zimmer Bradley aus dem Jahr 1983 und erzählt die Geschichte der Frauen aus der Artus-Sage.

## Handlung
Anfangs sieht man die erwachsene Morgaine, die in einem Ruderboot durch einen vernebelten See gefahren wird. Sie beginnt, von ihrem Leben zu erzählen.
Während des Krieges gegen die Angelsachsen lebt die junge Morgaine mit ihrer Mutter Igraine und ihrer Tante Morgause auf der Burg ihres Vaters Gorlois, des Herzogs von Cornwall, der aber wegen des Krieges nur selten zuhause ist. Die drei Frauen sind Angehörige der alten Religion; sie verehren die Große Mutter, verheimlichen dies aber meist, da die Christen ihnen mit Verachtung begegnen. Igraine stammt, ebenso wie Morgause, von der Insel Avalon und hat die Fähigkeit, in die Zukunft zu sehen. Sie sieht die Ankunft des Druiden Merlin und ihrer älteren Schwester Viviane voraus, die kurz darauf auf der Burg eintrifft. Viviane ist die „Herrin vom See“, die oberste Priesterin von Avalon. Sie sagt Igraine, dass sie einen Sohn bekommen wird, einen großen Anführer der Briten. Aber sie wird dieses Kind nicht von ihrem Mann bekommen, sondern von jemandem mit einer Drachentätowierung auf dem Arm. Igraine sträubt sich, weshalb sich die eifersüchtige (da kaum mit den Gaben Avalons gesegnete) Morgause anbietet, das Kind zu bekommen, da sie unverheiratet ist. Viviane weist sie scharf zurecht. Morgaine schreit entsetzt auf, als sie die Vision von einem sterbenden Mann empfängt, obgleich sie noch sehr jung ist. Viviane sagt, dass sie wegen ihrer mächtigen Gaben bald nach Avalon gebracht werden müsse.
Zu einer Versammlung des Großkönigs Ambrosius zur Regelung seiner Nachfolge reist Igraine mit ihrem Mann nach Londinium, wo sie Uther kennenlernt. Die beiden verlieben sich auf Anhieb ineinander, doch Igraine bekommt Angst, als sie den Drachen auf Uthers Arm sieht. Er redet mit ihr, wobei er ihr sagt, dass auch er ein Anhänger der Göttin ist und daher überzeugt davon, dass sie einander aus einem früheren Leben kennen. Uther wird der neue Großkönig. Von Neid auf die Königskrone und Eifersucht wegen der Liebe seiner Gemahlin zu Uther zerfressen, versucht Igraines Mann, Uther aus einem Hinterhalt heraus zu ermorden. Viviane nimmt von Avalon aus telepathisch Kontakt mit Igraine auf und fordert sie auf, Uther zu warnen. Igraine gehorcht, wenn auch widerwillig, denn obwohl sie Uther liebt, weiß sie, dass er im Kampf keine andere Wahl hat, als ihren Mann zu töten, womit sich auch Morgaines Prophezeiung bewahrheitet. Igraine geht es danach sehr schlecht. Morgause und Morgaine wollen Kräuter für Medizin sammeln, werden aber auf dem Burghof festgehalten. Als Morgaine sich heimlich durch das Fenster davonstiehlt, wird sie erwischt und von den Soldaten sehr grob zur Burg zurückgebracht. Aber Merlin taucht auf, in Begleitung ihres Vaters, der befiehlt, dass man seine Tochter loslässt. Überglücklich läuft Morgaine zu ihm und geht an seiner Hand neben dem Pferd her. Dabei sieht sie die Drachentätowierung und begreift, dass Merlin Uthers wahres Gesicht mit einem Zauber schützt. Während Uther bei Igraine ist, fragt Morgause ihre Nichte, wieso sie so traurig ist. Morgaine erklärt, dass sie auf ihren Vater wartet, denn der Mann bei ihrer Mutter sei es nicht. Kurz darauf wird die Leiche ihres Vaters hergebracht und seine Männer schwören Uther ihre Ergebenheit.
Uther heiratet Igraine und nimmt sie, Morgause und Morgaine mit sich nach Camelot, wo Morgaines Halbbruder Artus geboren wird. Die beiden Geschwister entwickeln eine sehr innige Liebe zueinander und verbringen ein paar glückliche Jahre auf Camelot, denn unter Uther konnten die Angelsachsen endlich aus dem Land vertrieben werden.
Aber Viviane taucht wieder auf. Sie hat gesehen, dass der Frieden nicht ewig andauern wird, und will, dass sowohl Artus als auch Morgaine ihrer Bestimmung entsprechend ausgebildet werden. Die beiden Kinder werden zuerst von ihren Eltern, dann auch voneinander getrennt. Viviane bringt Morgaine nach Avalon und lehrt sie, sich von der Menschenwelt zu lösen und nur noch ihren Pflichten als Priesterin zu folgen. Morgaine wächst zur Frau heran und bekommt schließlich ihre Weihe. Sie darf zum ersten Mal die Nebel von Avalon teilen, welche die Insel von der wirklichen Welt und dem nahen Kloster Glastonbury trennen. Dann bekommt sie das Zeichen einer Priesterin auf die Stirn.
Nach vielen Jahren darf sie auch wieder einmal in die Menschenwelt und soll Lancelot heimholen, Vivianes Sohn, der sich von Avalon lösen will. Seine Mutter versucht, ihn umzustimmen. Sie schickt ihn mit Morgaine zum Steinkreis, damit ihm die Macht der Großen Mutter wieder bewusst wird. Zufällig laufen einige Frauen aus Glastonbury vorbei; eine von ihnen ist die schöne junge Gwenhwyfar, die den Steinkreis durch den magischen Nebel zwar nicht sehen, aber doch spüren kann. Lancelot bittet Morgaine, die sich in ihn verliebt hat, den Nebel zu senken. Gwenhwyfar ist überzeugte Christin und fürchtet daher Morgaine. Allerdings verlieben sie und Lancelot sich ineinander, und er bietet an, ihr Avalon zu zeigen. Mehr aus Eifersucht als um ihre Welt zu schützen, sperrt Morgaine sie wieder aus dem Nebel aus, was ihr Lancelot übelnimmt. Er verlässt Avalon endgültig und geht als Ritter nach Camelot.
Beim Ernte- und Fruchtbarkeitsfest der Göttin wird Morgaine bemalt und maskiert als „jungfräuliche Jägerin“ in einer besonderen Zeremonie von einem ebenfalls maskierten Mann entjungfert. Beide genießen die Nacht sehr, wissen aber nichts vom anderen, da sie auch nicht miteinander sprechen. Aber der Mann war Artus, der Merlin bittet, ihm von der Frau zu erzählen, die ihn sehr fasziniert hat. Doch Merlin sagt ihm, dass er sie nie wiedersehen wird.
Als die Angelsachsen erneut in Camelot einfallen, stirbt Uther im Kampf. Artus kommt gerade noch rechtzeitig, um seinen Vater ein letztes Mal zu sehen. Umgeben von Feuer ruft er den christlichen Gott und die Muttergöttin an, bittet sie um Hilfe. Viviane erscheint ihm in einer Vision und fordert ihn auf, das Schwert Excalibur aus dem Stein zu ziehen und in Zukunft der Göttin zu folgen. Artus schwört es und wird nach einem Sieg gegen die Angelsachsen der nächste Großkönig. Zu seiner Krönung versammelt sich ganz Britannien auf Camelot. Lancelot und Gwenhwyfar begegnen sich wieder, womit sie sich bestätigt fühlt, dass sie damals in Glastonbury nicht nur geträumt hat. Morgaine begrüßt ihre Tante, die inzwischen verheiratet und Mutter eines erwachsenen Sohnes ist, und ihre Mutter, die in ihrer tiefen Verzweiflung beschließt, mit ihrer alten Religion zu brechen und den Rest ihres Lebens im Kloster zu verbringen – in Glastonbury. Artus sieht seine Schwester wieder und berichtet ihr von der Nacht mit der „jungfräulichen Jägerin“. Morgaine wird klar, dass sie mit ihrem eigenen Bruder geschlafen hat. Bei Artus’ Krönung und Vermählung mit Gwenhwyfar (die sowohl ihr als auch Lancelot das Herz bricht), stellt sie fest, dass sie schwanger ist, und weiß, dass es nur Artus’ Kind sein kann. Morgause will ihr helfen, das Kind abzutreiben, da es als der Sohn der Königsschwester die Erbschaft ihres eigenen Sohnes bedroht. Viviane hindert sie daran, doch Morgaine weiß, dass Viviane und Merlin das Ganze geplant hatten, und sagt sich im Zorn von ihr und Avalon los, obwohl sie eigentlich Vivianes Nachfolgerin und die nächste Herrin vom See werden sollte. Aber sie entschließt sich, das Kind auszutragen. Sie zieht zu Morgause nach Lothian, die vorher noch Gwenhwyfar mit einem Fluch belegt: Sie wird niemals ein Kind bekommen.
Als Lancelot die Königin einmal auf einem Ritt begleitet, werden sie überfallen, können sich aber in eine Waldhütte retten, wo sie einander ihre Liebe gestehen. Doch Lancelot hält seinem besten Freund Artus die Treue, ebenso will Gwenhwyfar nicht ehebrechen.
Nach der Geburt ihres Sohnes ist Morgaine erschöpft und fiebert. Im Auftrag ihres Mannes will Morgause das Kind töten, doch die kranke Morgaine sagt halb im Traum, dass es Artus’ Sohn sei. Morgause beschließt, den Jungen als ihren eigenen Sohn aufzuziehen und ihn so stets manipulieren zu können. Nach ein paar Jahren ist Mordred seiner leiblichen Mutter schon fast völlig entfremdet. Morgaine ist unruhig, will nicht mehr in Lothian bleiben. Morgause ermuntert sie, nach Camelot zurückzukehren, was sie auch tut. Sie lässt Mordred in der Obhut ihrer Tante zurück. Auf Camelot gesteht sie Lancelot ihre Liebe, der sie aber abweist. Dafür lernt sie jedoch Accolon kennen, der sich in sie verliebt und mit dem sie zum nächsten Ernte- und Fruchtbarkeitsfest schläft. Zur selben Zeit betrinkt sich Artus und sagt zu Gwenhwyfar und Lancelot, dass es an ihm liege, dass Gwenhwyfar kein Kind bekommt. Er bittet Lancelot, ihm einen Nachkommen zu zeugen. Als dies fehlschlägt, wirft Gwenhwyfar ihrem Ehemann diese Verleitung zur Sünde vor, wird launisch und beginnt, alle Nichtchristen zu verabscheuen.
Schließlich richtet sie ihren Hass gegen Morgaine, die stärkste Vertreterin der alten Religion in ihrer Umgebung, obwohl sie von ihr einen Fruchtbarkeitszauber bekommen hat. Als Morgaine beim Sommerfest mit Accolon tanzt, schlägt Gwenhwyfar sie als neue Ehefrau für dessen in die Jahre gekommenen Vater Uriens, den König von Nordwales, vor. Morgaine hört von Artus, dass ein walisischer Anhänger der Göttin um ihre Hand angehalten hat und sagt im Glauben, es wäre Accolon, zu. Doch sie erkennt den Irrtum zu spät: Sie kann den walisischen König nicht mehr zurückweisen, ohne ihn zu beleidigen. Sie zieht mit ihm nach Wales und erlebt dort eine Zeit des Friedens.
Merlin kommt nach Avalon und stirbt nach einem letzten Gespräch mit Viviane. In ihrer Verzweiflung bemerkt Viviane nicht, dass Avalon beginnt, im Nebel zu versinken. Sie versucht vergeblich, Morgaine telepathisch zu kontaktieren. Als deren Mann stirbt, macht sich Accolon Hoffnungen, sie werde nun ihn heiraten. Doch Morgaine sehnt sich nach Avalon und verabschiedet sich schweren Herzens. Sie geht zu den Nebeln, kann sie aber nicht teilen. Sie lässt sich in ihrem Boot treiben und gerät verzweifelt nach Glastonbury, wo ihre Mutter Äbtissin geworden ist und sie zu sich nimmt.
Mordred erfährt indessen in einer Vision von Viviane die Wahrheit über seine Herkunft, woraufhin er als Ritter der Tafelrunde nach Camelot geht. Artus nimmt ihn als seinen Neffen freudig bei sich auf. Von seiner Vaterschaft ahnt er nichts, bis Mordred sich ihm als Erbe anbietet, falls er in der Schlacht fällt. Gwenhwyfar ist empört, als sie erfährt, dass Morgaine ein Kind von Artus bekommen hat. Verzweifelt wirft sie sich Lancelot an den Hals, doch Mordred lässt die Affäre auffliegen und sorgt für Gwenhwyfars und Lancelots Verbannung. Lancelot bittet zwar Gwenhwyfar, bei ihm zu bleiben, aber sie will nicht ewig auf der Flucht sein und geht stattdessen ins Kloster, wo sie sich mit Morgaine versöhnt und ihr sagt, sie müsse ihrem Bruder beistehen. So kehrt Morgaine erneut nach Camelot zurück, wo sie überraschend Viviane trifft und sich auch mit ihr versöhnt. In der Burg angekommen, muss sie feststellen, dass Mordred unter Morgauses Einfluss mit seinen blutrünstigen Taten am Hof gegen das von ihm propagierte Leben „nach den alten Gesetzen Avalons“ verstößt. Als Morgause Viviane angreift, tötet Viviane Morgause und wird danach von Mordred erstochen. Morgaine geht zu ihrem Bruder und fordert ihn auf, sein Volk ein letztes Mal gegen die Angelsachsen zu führen. Sie spricht sich mit ihm über Mordred aus und legt Excalibur erneut in seine Hände.
Während Lancelot für diese Schlacht an Artus’ Seite zurückkehrt, verbrennt Morgaine ihre beiden Tanten nach alter Tradition. Sie wird von einer Vision unterbrochen, in der Mordred und Artus sich gegenüberstehen. Schnell reitet sie zum Schlachtfeld, findet dort aber nur noch ihren sterbenden Sohn (der sich auf die Seite der Angelsachsen geschlagen hatte) und ihren schwerverletzten Bruder vor. Auch Lancelot ist gefallen. Morgaine bringt Artus auf dessen Bitte hin nach Hause: Er meint Avalon.
Ab dieser Stelle setzt die anfängliche Szene ein. Morgaine fährt in dem kleinen Boot durch den Nebel und versucht abermals vergeblich, nach Avalon vorzudringen. Auf Artus’ Drängen hin wirft sie Excalibur in den See. Im Sterben kann Artus Avalon sehen, bevor es verschwindet. Auch Morgaine ist damit ausgesperrt. Sie geht zurück nach Glastonbury und glaubt lange Zeit, dass der Glaube an die Göttin verschwunden sei. Aber schließlich erkennt sie die Große Mutter in der Gottesmutter Maria wieder und kann hoffen...

## Unterschiede zwischen Buch und Film
Der in Tschechien gedrehte Film konzentriert sich auf die zentralen Frauenfiguren der Artus-Sage. Dabei wird jedoch die Romanvorlage Die Nebel von Avalon der US-amerikanischen Fantasy-Schriftstellerin Marion Zimmer Bradley nicht korrekt wiedergegeben. Der erste Teil des Films lässt einen großen Teil der Romanhandlung unerwähnt. Auch der zweite Teil hat mit dem Buch nur wenig Übereinstimmung. Im Roman überleben am Ende Morgaine, Morgause und Lionors, die Ehefrau des Ritters Gareth und spätere Äbtissin des Klosters von Glastonbury. Letztere kommt im Film aber gar nicht vor, genauso wenig die für die Handlung eigentlich wichtige Feenkönigin und etliche weitere Figuren. Die letztlich Überlebenden sind Morgaine und ihre Mutter Igraine, die im Roman bereits während Morgaines Aufenthalt im Feenreich stirbt. Auch diese Episode spiegelt der Film nicht; dort sterben Morgause und ihre Halbschwester Viviane gegen Ende im Streit. Im Roman wird Viviane vom Ziehbruder ihres Sohnes wesentlich früher getötet. Taliesin stirbt im Roman infolge des Schmerzes über diesen Verlust und das Amt des Merlin geht auf Kevin über, den Kurzzeitgeliebten Morgaines, der im Film ebenfalls nicht auftaucht.

## Kritiken
„Ein starbesetzter Film in schauprächtigen Kulissen, der den Mythos nicht hinterfragt, sondern ihm eine neue Interpretation hinzufügt“, befand das Lexikon des internationalen Films. Uli Edels Adaption sei kurzum ein „unterhaltsamer Ausflug ins Vormittelalter“. Für TV Spielfilm handelte es sich um ein „[a]nspielungsreiches Mittelalterspektakel“, das nicht viel mit der Vorlage gemein habe, jedoch „viele mythische Motive“ einbeziehe und „einige Schauwerte“ besitze. Mit einer „fantastische[n] Story, der aufwändige[n] Inszenierung von Uli Edel […] und brillante[n] Darsteller[n]“ sei der Film typisch für Bernd-Eichinger-Produktionen „ein großer Wurf“.

## Auszeichnungen
Der Film erhielt 2002 einen Emmy in der Kategorie Beste Maske und war in acht weiteren Kategorien nominiert:
- Beste Ausstattung
- Beste Kamera
- Bestes Kostümdesign
- Bestes Haarstyling
- Beste Miniserie
- Beste Musik
- Beste Weibliche Nebendarstellerin: Anjelica Huston
- Beste Weibliche Nebendarstellerin: Joan Allen

Weitere Auszeichnungen und Nominierungen:
- Julianna Margulies wurde 2002 für den Golden Globe nominiert.
- Der Film wurde 2002 für den Saturn Award nominiert.
- Anjelica Huston wurde 2002 für den Screen Actors Guild Award nominiert.

## Veröffentlichung
Die Nebel von Avalon hatte am 15. Juli 2001 seine Premiere. Die deutsche Erstausstrahlung der beiden Teile erfolgte am 20. und 21. Januar 2002 auf SAT 1. Am 2. Dezember 2002 erschien der Film auf Video und DVD.